# بوبي مورس
بوبي مورس (بالإنجليزية: Bobby Morse)‏ هو لاعب كرة قدم أمريكية أمريكي، ولد في 3 أكتوبر 1965 في مسكيغون في الولايات المتحدة.

## وصلات خارجية
- بوبي مورس على موقع مرجع كرة القدم المحترفة.كوم (الإنجليزية)